# 亚历山德罗·洛迪贾尼
亚历山德罗·洛迪贾尼（義大利語：Alessandro Lodigiani，1980年9月5日—），意大利男子赛艇运动员。他曾代表意大利参加世界赛艇锦标赛，获得二枚金牌，均来自轻量级项目。